# Edita Štěříková
Edita Štěříková, roz. Blažková (* 28. prosince 1937 Uljanik, Království Jugoslávie, dnes Chorvatsko), je česká evangelická historička zabývající se problematikou exilu a pobělohorských exulantů, emeritní archivářka Evangelické církve hesensko-nasavské. V roce 2003 jí byla udělena Evangelickou teologickou fakultou UK Medaile J. A. Komenského. Je čestnou členkou spolku Exulant, který ji v roce 2017 rovněž udělil cenu Jana Amose Komenského Orbis terrarum. Je čestnou členkou evangelického reformovaného sboru v Zelově. Od roku 1969 žije v Německu. Jejím manželem byl Otto Štěřík (1933–2019).

## Odborné vzdělání, zaměstnání, badatelská činnost
V letech 1955–1960 vystudovala obor české dějiny a archivnictví na Filozofické fakultě Univerzity Karlovy v Praze. Po ukončení studia jí bylo upíráno zákonné právo na práci nejen v oboru, ale i mimo obor – včetně práce manuální.[zdroj?] V roce 1969 emigrovala s manželem Otto Štěříkem a dvěma dětmi do Německa. Ve Frankfurtu nad Mohanem pracovala v letech 1970–1972 pro Frankfurtskou historickou komisi (Frankfurter Historische Komission) v městském archivu a v letech 1972 až 1998 byla archivářkou v Ústředním archivu evangelické církve hesensko-nasavské. Zabývala se zde především hesensko-nasavskými církevními dějinami od nejstarší doby až do 20. století. Po roce 1990 obnovila Edita Štěříková své přerušené studium dějin české náboženské emigrace a výsledky své badatelské práce publikovala v České republice, Polsku i Německu v několika jazycích. Podklady a prameny, jimiž jsou mimo jiné i mnohé egodokumenty, hledala v archivech v Nizozemsku, Švýcarsku, Německu, Rakousku, Polsku, České i Slovenské republice. Téměř na všech cestách ji doprovázel manžel a byl jí velikou oporou.

## Knihy publikované v Česku
- Z nouze o spaseni. Česká emigrace v 18. století do Pruského Slezska, 1992
- Země otců. Z historie a vzpomínek k 50. výročí reemigrace potomků českých exulantů, 1995, 2005. ISBN 80-7017-018-2
- Běh života českých emigrantů v Berlíně v 18. století, 1999. ISBN 80-7017-253-3
- Pozvání do Slezska. Vznik prvních českých emigrantských kolonií v 18. století v pruském Slezsku, 2001.[7] ISBN 80-7017-553-2
- Zelów. Česká exulantská obec v Polsku, 2002, 2010. ISBN 80-7017-793-4
- Exulantská útočiště v Lužici a Sasku, 2004.[8] ISBN 80-7017-008-5
- Stručně o pobělohorských exulantech, 2004. ISBN 80-7017-022-0
- Exulantský kazatel. Biografická novela o Václavu Blanickém (1720–1774), zakladateli exulantských kolonií v pruském Slezsku, 2007. ISBN 978-80-7017-063-2
- Jak potůček v jezeře. Moravané v obnovené Jednotě bratrské v 18. století, 2009. ISBN 978-80-7017-112-7
- Christian David: 1692–1751. Ze života moravského exulanta, zakladatele exulantské obce Herrnhutu v Horní Lužici a spoluzakladatele obnovené Jednoty bratrské, 2012. ISBN 978-80-904732-1-8
- Matouš Stach: 1711–1787. Moravský misionář v Grónsku, exulant z Mankovic, 2012. ISBN 978-80-86849-81-2
- Moravské exulantky v obnovené Jednotě bratrské v 18. století. Obrazy ze života, 2014.[9] ISBN 978-80-7017-210-0
- Více sluší poslouchati Boha než lidí. Několik životních příběhů, úvahy o konfesionalizaci a době mezi dvěma výročími. 600. výročí upálení mistra Jana Husa. 70. výročí reemigrace potomků českých exulantů, 2015. ISBN 978-80-7017-220-9
- O kolonistech v exulantské kolonii Friedrichův Hradec v pruském Slezsku, 2017. ISBN 978-80-7017-245-2
- Jan Jeník: 1748–1827. Český kazatel v Berlíně, 2018. ISBN 978-80-7017-247-6
- Johann Böhner: 1710–1785. Moravský exulant, misionář mezi indiány a černými otroky. Vydal Exulant (spolek) v Praze, 2021. ISBN 978-80-9053-18-5-7
- Exulantské Vánoce a Velikonoce. Sborník textů – kolektiv autorů; editorem sborníku je Jan Bistranin. Praha 2023. ISBN 978-80-905318-7-1
- Několik slezských exulantů, emigrantů a jiných zajímavých osobností, především z Krnovska, v obnovené Jednotě bratrské, Praha 2024. ISBN 978-80-905318-9-5
- První český sbor obnovené Jednoty bratrské v 18. století: Seznam jeho členů-exulantů (včetně německého resumé), Praha 2024. ISBN 978-80-905318-8-8

## Knihy publikované v zahraničí
- Wenzeslaus Blanitzky: Geschichte der in Schlesien etablirten Hussiten. Königsberg 1763. Hrsg. von Ditmar Kühne, Kulmbach 2001. Transkribiert von Ditmar Kühne und Bernd Radetzki, kommentiert von Edita Sterik. (329 s.)

- Mährische Exulanten in der erneuerten Brüderunität im 18. Jahrhundert. Herrnhuter Verlag, Herrnhut 2012. (Rozšířené vydání knihy Jak potůček v jezeře v německém překladu. 539 s.)
- Christian David, 1692–1751. Ein Lebensbild des Gründers von Herrnhut und Mitbegründers der erneuerten Brüderunität. Herrnhuter Verlag, Herrnhut 2012. (354 s.)
- Pastor Peter Schikora: Biografie des Dorfgründers von Petergräntz (2012, 100 stran)[10]
- Die böhmischen Exulanten in Berlin. Herrnhuter Verlag, Herrnhut 2016. (951 s.)
- Mährische Frauen in der erneuerten Brüderunität im 18. Jahrhundert. Herrnhuter Verlag, Herrnhut 2018. (541 s.)
- Czeska ewangelicka emigracja wyznaniowa w Polsce. Wydawca – Parafia Ewangelicko-reformowana w Zelowie. Zelów 2005. (377 s.)
- Verzeichnis der mährischen und böhmischen Exulanten im 18. Jahrhundert in der erneuerten Brüderunität (ohne die böhmische Gemeine in Berlin und Rixdorf). Unitas Fratrum, Herrnhuter Verlag, Herrnhut 2021. (470 s.) ISBN 978-3-931956-63-9

## Rozšířené katalogy – Darmstadt, Německo
Begleitband zur Ausstellung je doprovodná kniha s texty a doplňky k výstavě. Všechny níže uvedené nadčasové knihy vydal vlastním nákladem Zentralarchiv der Evangelischen Kirche in Hessen und Nassau v Darmstadtu.
- 150 Jahre Oberkonsistorium Darmstadt, 1832–1982. Transkriptionen der Texte. Darmstadt, 1982 (za spolupráce. 212 s. + 261 s.)
- Die Frau eines bedeutenden Mannes – Else Niemöller. Darmstadt 1990 (157 s.)
- Wilhelm Diehl, 1871–1944. Darmstadt 1994 (za spolupráce, 177 s.)
- Pfarrfrau – um Gottes Lohn. Darmstadt 1996 (za spolupráce, 460 s.)
- 50 Jahre Evangelische Kirche in Hessen und Nassau. Darmstadt 1997 (za spolupráce, 323 s.)